# Château de Boringe
Le château de Boringe (en latin Buringium, Buringho), dit aussi Pont de Boringes ou encore Pont-sur-Arve, est un château fort du début du XIIIe siècle, remanié durant la seconde moitié du XIIIe siècle, abandonné vers le XVIIe siècle et depuis en ruines, situé dans la commune actuelle de Reignier-Ésery. Le château a été le centre d'une seigneurie sur une courte période avant de devenir une châtellenie au cours des XIIIe et XIVe siècles.

## Situation
Les ruines du château fort de Boringe se situent sur la rive gauche de l'Arve, sur un rocher. Le site appartient au hameau de Boringe, dans la paroisse de Saint-Romain,. Cette dernière a été unie, en 1833, à la commune de Reignier.
Le château contrôlait un pont reliant les hameaux de Boringe, dans la paroisse de Saint-Romain, située en rive gauche, et celui de Boringe(s), relevant de la paroisse de Nangy, implanté en rive droite,. Très fréquenté, ce pont permettait le passage de l'Arve sur la route reliant Nangy à La Roche,, via le châtelet du Crédoz. Depuis Nangy, on peut ainsi rejoindre Bonne et, au-delà, le Chablais. Au niveau régional, le château permettait de contrôler l'axe reliant Genève, située en aval, à Bonneville, située en amont. Il fait face au château de Pierre, installé sur une butte ou « terrasse calcaire ».
Le château relevait d'une seigneurie partagée entre les comtes de Genève et les barons de Faucigny. Les premiers contrôlaient la majeure partie de ce territoire, avant que les droits ne passent définitivement aux Faucigny,.
Les ruines — « enfouies sous la végétation, mais le plan de l'ensemble est encore très reconnaissable », selon Louis Blondel — sont localisées sur un terrain privé, en limite de la ZAE et de la route dite de Saint-Romain.

## Historique

### Première mention
Le château dit de Pont-sur-Arve est mentionné pour la première fois dans la seconde moitié du XIIIe siècle, il porte plus tard le nom de Boringe,, (Buringium, Buringho). Il s'agit d’un acte du 7 juin 1263, dans lequel la baronne de Faucigny et nouvelle comtesse de Savoie, Agnès de Faucigny, affirme que son mari le comte Pierre de Savoie a fait construire et fortifier un certain nombre de châteaux en Faucigny, dont celui de Pont-sur-Arve,,.

### Vie du château
En 1296, Béatrice de Faucigny inféode le château — la domus-fortis de Boringe — au chevalier Guillaume de Confignon (Cuffignion),. Ce dernier effectue des réparations. Il retourne dans entre les mains de la Grande Dauphine en 1299. Le 4 mai 1319, Hugues de La Tour du Pin, baron de Faucigny, le donne à Humbert de Cholay. Il passe ensuite en 1345 à un demi-frère du seigneur Nicod de Ferney,. La dernière héritière des Ferney, Guillemette épouse Thomas de Genève-Lullin, fils de Pierre, dit le « Bâtard de Genève », fils du comte Guillaume III de Genève,. Guillaume, fils de Guillemette, devient l'héritier du fief en 1429, qui devient ainsi un apanage de la branche cadette de la maison de Genève jusqu'au début du XVIIe siècle.

### Période moderne
Dans le conflit opposant le Royaume de France au duché de Savoie, le château est attaqué le 1er janvier 1591. Les troupes réformées françaises sont commandées par le baron de Sancy. 
Le renfort savoyard est composé d'Espagnols et d'Albanais. Ce dernier est toutefois détruit par l'artillerie et les troupes françaises. Une quarantaine d'hommes, menée par le marquis de Lullin, sans canon, défend la place. Le 2 janvier, « après soixante-douze coups de canon, le château se rendit ».
Une partie de la garnison du château s'enfuit vers Bonne, en passant par la poterne menant à la rivière. La forteresse est démantelée par les Français.
Quelques années après, en 1594, le pont s'effondre et marque la fin du rôle stratégique du château. Un nouveau pont sera construit à l'aval.
Le château entre dans le giron de la maison de Savoie qui le fait réparer afin de « jouer [à nouveau] le rôle défensif qui lui était dévolu ». Il devient un centre d'un mandement.

### Période contemporaine
Durant l'occupation du duché de Savoie par les troupes révolutionnaires françaises, le château « fort délabré » et son domaine sont vendus à une famille d'Ésery, les Burnier-Fontanel,.
Au milieu du XIXe siècle, le docteur Bizot, de Genève, acquiert le domaine sur lequel il ne reste que des ruines,,,. Il entreprend des fouilles archéologiques du site. Il fait aménager par ailleurs un grand parc.
C'est au cours de cette période que Henry-John Terry réalise une gravure des ruines du château, publiée dans L'album de la Haute-Savoie, rédigé par Francis-Alphonse Wey et initié par le Préfet de la Haute-Savoie,.

## Description
Le château est dit fortifié par Pierre de Savoie vers 1263. Toutefois, il semble, selon l'historien Louis Blondel, que le donjon carré soit antérieur,. Ce dernier avait en réalité une forme rectangulaire de 7 mètres sur 8. Il pourrait remonter au début du XIIIe siècle. L'édifice comportait plusieurs étages. Son accès devait se faire en contournant le château et par le passage d'un pont-levis.
L'enquête delphinale de 1339 donne une description du château dit du Pont de Boringes. L'édifice est installé « sur un molard rocheux fort défensif [...] et au pied de ce château coule l'Arve ». Il est constitué du dit donjon et de deux tours carrées, d'une hauteur de 14 toises chacune. Entre les tours, se trouvent « une étable [...] et une chambre bien garnie », sur lesquelles a été aménagée une salle avec deux fourneaux et à l'étage suivant trois autres chambres.

## Châtellenie de Pont-sur-Arve
Le château est le centre d'une châtellenies du Faucigny, selon l'organisation de Pierre de Savoie dans le cadre du bailliage mis en place en 1265, puis à nouveau en 1330. Auparavant, la seigneurie dépendait, selon l'archéologue suisse, Louis Blondel, de celle du Crédoz.
Le fief de Boringe passe aux Genève-Lullin entre 1420-1429 qui le gardent jusqu'au début du XVIIe siècle. Le marquis François-Prosper de Genève-Lullin lègue le fief à son fils naturel Antoine, à l'origine de la branche des Genève-Boringe,.
En 1607, Henri Ier de Savoie-Nemours, duc de Genève et de Nemours, en fait le centre d'une châtellenie. Le fief est donné à Claude de Villiers. Il retourne dans le domaine du duc de Savoie qui le donne, en 1696, à Janus de Bellegarde. Jean-François Noyel de Bellegarde hérite de l'édifice avant de passer en 1744 à la famille de Conzié,. En 1746, Marc Antoine de Genève-Lullin achète le château,. Par mariage, en 1770, il passe à la famille de Sallier de la Tour, avant de retourner dans la famille de Genève-Lullin sept ans plus tard.